# Jean-Pierre-Henri Élouis
Jean-Pierre-Henri Élouis né le 20 janvier 1755 à Caen où il est mort le 23 décembre 1840 est un peintre, miniaturiste et conservateur de musée français.

## Biographie

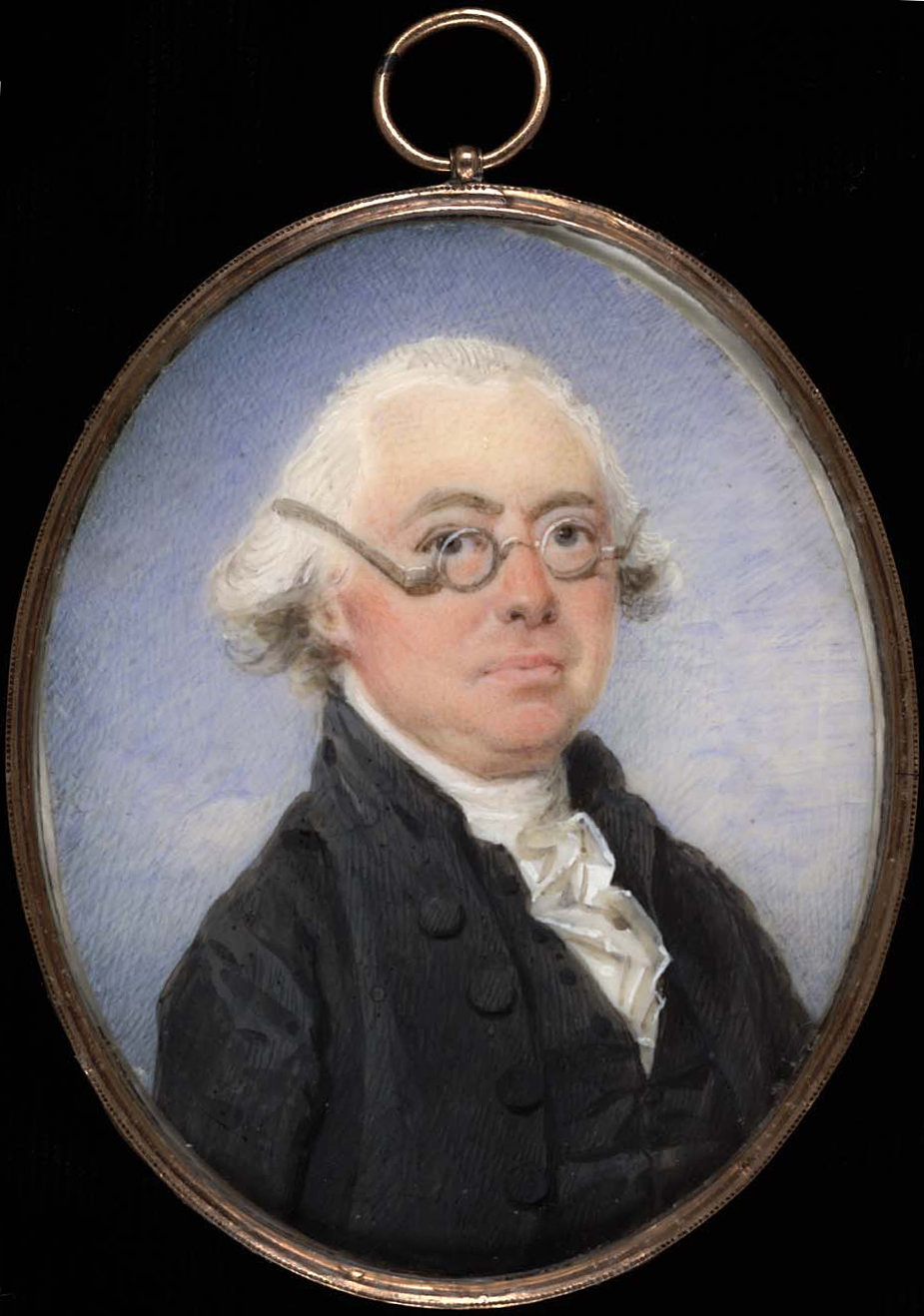
Portrait de James Wilson (vers 1792), Washington, Smithsonian American Art Museum.

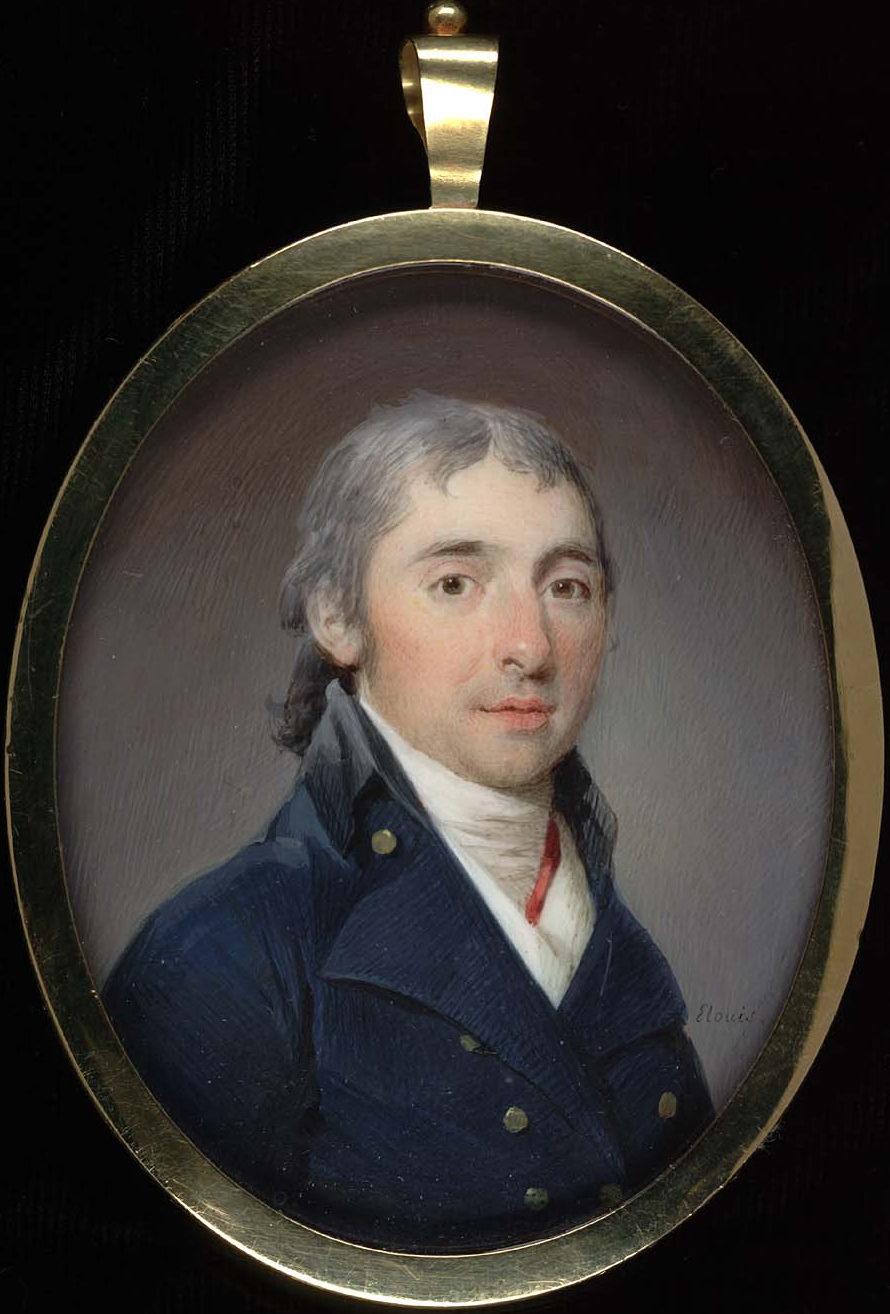
Portrait d’Augustus Fricke (vers 1795), Washington, Smithsonian American Art Museum.

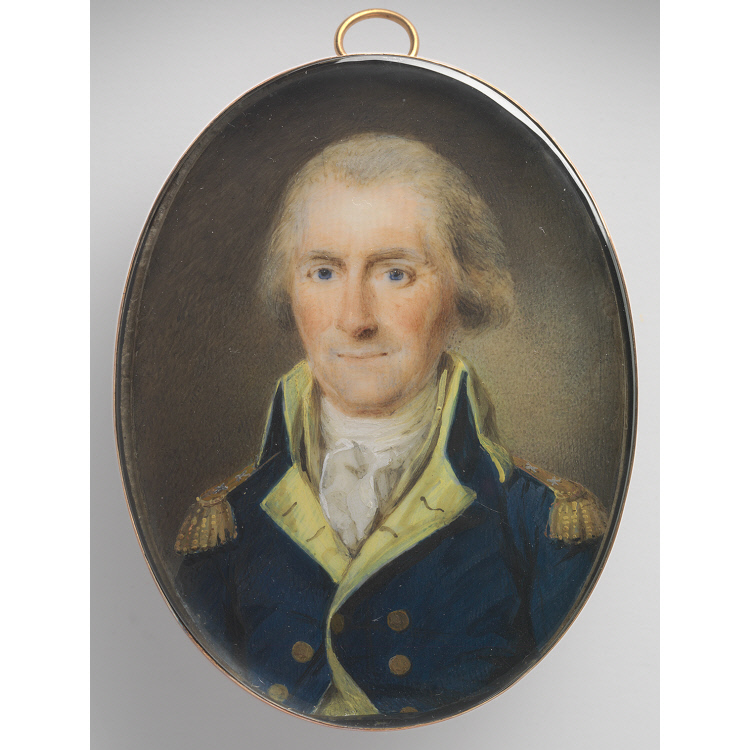
Portrait d’Arthur St. Claire (1795), Washington, National Portrait Gallery.

Jean-Pierre-Henri Élouis est issu d’une famille d’origine allemande dont l’aïeul, qui habitait Worms et s’appelait Von Ludwig, avait traduit son nom par celui d’Élouis en se faisant naturaliser français, sa mère, Anne Dutrou de La Bénardière, était d’une famille du pays d'Auge. Le destinant à la médecine, les parents du jeune Élouis lui avaient fait faire ses études au collège du Bois, mais il fut entraîné d’une manière irrésistible par son goût pour la peinture. Sa vocation s’était révélée en voyant peindre son père qui était doué d’un assez remarquable talent d’amateur, et ses premiers essais n’avaient pas été ceux d’un élève ordinaire. Entré dans l’atelier de Robert Lefèvre, il fut ensuite accepté en septembre 1776 par Restout, qui lui apprit à peindre à l’huile et en miniature, genre auquel il se livra d’abord. Bientôt il égala les meilleurs disciples de Restout, dont il devint l’un des bons élèves.
En 1783, Henri Élouis passa en Angleterre, commençant, par ce pays, cette suite de longs voyages qui devaient faire de sa vie une des plus aventureuses carrières d’artiste. Après s’être fait admettre à l’Académie royale de Londres, où il remporta une médaille d’argent, et s’être lié d’amitié avec Joshua Reynolds, Thomas Lawrence et Francesco Bartolozzi, il visita la Hollande, l’Allemagne, avant de revenir se marier à Calais. Puis, fuyant les guerres de la Révolution qui pouvaient entraver son goût pour les arts, il s’embarqua pour l’Amérique. C’est alors que son esprit désireux de tout connaître se développa pleinement. Il parcourut le Nouveau Monde depuis Terre-Neuve jusqu’à Buenos Aires, explorant les États-Unis, le Mexique, les Florides, les Antilles, la Guyane, le Brésil, le Pérou, la Plata, s’inspirant à la vue des forêts vierges, des grands fleuves et des lacs immenses, et confiant à des aquarelles, qui ont été perdues, ses souvenirs et ses impressions.
Henri Élouis avait su se faire, du savant naturaliste Alexander von Humboldt, qu’il accompagnait souvent dans ses voyages scientifiques, un ami dévoué ; bien des fois, depuis, ils évoquèrent les fatigues qu’ils avaient supportées ensemble. Souvent aussi Élouis voyageait seul et se livrait alors à toute la fougue de son caractère hasardeux. Rien ne lui faisait obstacle, ni les déserts sans fin, ni les éléments, ni la fureur même des hommes. Un jour qu’il accompagnait des arpenteurs européens sur un terrain nouvellement envahi par eux et enlevé aux indigènes, il échappa seul, et comme par miracle, à la hache des Indiens revenus en plus grand nombre. Les arpenteurs et leur escorte furent massacrés jusqu’au dernier. Quelque temps auparavant, il avait voulu passer de Baltimore à la Nouvelle-Orléans au moment où la guerre éclatait de toutes parts. Le vaisseau sur lequel il s’était embarqué fut capturé par les Anglais. Envoyé prisonnier aux Antilles, Henri Élouis s’arrêta plusieurs mois dans l’île Providence, auprès du prince proscrit le duc d’Orléans, futur roi des Français Louis-Philippe Ier qui, cherchant dans les arts une compensation aux ennuis de l’exil, cultivait la peinture avec un certain succès et le consultait sur le mérite de ses propres œuvres. Après être passé par Baltimore, Alexandria, Annapolis, il séjourna plus longtemps que partout ailleurs à Philadelphie, où il peignit en miniature, genre qu’il affectionnait particulièrement, les portraits de plusieurs personnages illustres de la révolution américaine, entre autres ceux du juge Wilson, du général Wayne ainsi que de George et Martha Washington.
Élouis revint en France dans le courant de l’année 1807, laissant en Amérique un grand nombre de miniatures, principalement à la Havane et à Philadelphie. À Paris, Élouis suivit les conseils de ses amis Robert Lefèvre, Friedrich Wilhelm von Steuben et Pierre-Narcisse Guérin, et ceux de son protecteur Vivant Denon, qui estimaient son talent de portraitiste, en abandonnant tout à fait la miniature pour adopter exclusivement la peinture à l’huile. Il ne tarda pas à sentir les avantages de la décision qu’il venait de prendre : la place de conservateur du musée de la Ville de Caen s’étant trouvée vacante en 1811 à la mort de François-Pierre Fleuriau, Henri Élouis l’obtint au concours dont l’épreuve consistait en une tête d’étude, un dessin et une copie. La tête d’étude, conservée au musée des Beaux-Arts de Caen, fut seule soumise à l’examen des juges qui la trouvèrent de beaucoup supérieure à celles des autres concurrents. Très recherché comme portraitiste, il s’est distingué par la pureté du dessin et par une couleur agréable.
Dans le privé, Henri Élouis était de mœurs douces et faciles ; son esprit vif, caustique et un peu voltairien, était encore rehaussé par une instruction littéraire rare chez les peintres. Il savait le grec et parlait avec facilité le latin, l’allemand, l’anglais, l’espagnol et l’italien. Conteur, comme tous les voyageurs, il captivait l’attention de ceux qui l’écoulaient, par des récits animés, par des histoires dramatiques, par des anecdotes plaisantes, dont il avait toujours été le témoin ou le héros. Henri Élouis s’était marié deux fois et avait eu de ces deux mariages quatre enfants auxquels il ne laissa aucune fortune. Il avait vécu avec toute l’insouciance de l’artiste et travaillé, non pour acquérir, mais pour la peinture elle-même. D’ailleurs, l’esprit aventureux et l’amour des arts qui le caractérisaient paraissent avoir été une tendance dans sa famille : son frère qui se voua à la musique et était d’un talent supérieur à la harpe, avait visité l’Italie, l’Allemagne, la Russie, l’Écosse et l’Angleterre avant de se fixer définitivement à Londres. Ses deux nièces, qui ont aussi acquis une réputation comme harpistes, parcoururent également une partie de l’Europe. De plus, le patrimoine d’Élouis avait été perdu pendant la Révolution, et les Anglais, en le faisant prisonnier, l’avaient dépouillé des 80 000 francs qu’il emportait avec lui. C’était tout son avoir, et à son retour en France, l’éducation de sa nombreuse famille l’empêcha de rien amasser de nouveau. À 85 ans, sa vue était encore la même et sa main était aussi sûre que dans sa jeunesse. Peu de jours avant de rendre le dernier soupir, il signa un portrait d’enfant, aussi remarquable qu’aucune autre de ses œuvres. Ses portraits se recommandent par la pureté du dessin et par une couleur agréable. Il excellait aussi par l’exactitude et la fidélité de ses copies. On assure que François Gérard, en voyant la copie qu’il avait faite de son Louis XVIII, dit qu’il signerait volontiers un tel travail. Un portrait d'Henri Élouis, propriété de la Ville de Caen, peint en 1835 par Alfred Guillard, son élève et successeur au musée de Caen, a été détruit.

## Œuvres dans les collections publiques
- Caen, musée des Beaux-Arts :
  - Portrait d'un officier anglais, vers 1783-1787, miniature à l'aquarelle et gouache sur ivoire ;
  - Portrait du docteur James Church, 1798, miniature à l'aquarelle et gouache sur ivoire[2].